# Wizardry

Wizardry Logo von Wizardry: The Dungeon Of Captured Souls

Die Wizardry-Serie [ˈwɪzədɹɪ] ist einer der Urväter der modernen Computer-Rollenspiele.

## Geschichte

Wizardry 1 Logo

1981 erschien für den Apple II der erste Teil der Serie, Wizardry: Proving Grounds of the Mad Overlord. Entwickler des Spiels waren Andrew C. Greenberg und Robert J. Woodhead, der Vertrieb erfolgte durch Sir-Tech, die für den Vertrieb dieses Spiels gegründete Firma der befreundeten Brüder Norman und Robert Sirotek. Wizardry zeichnete sich durch eine vollständige dreidimensionale Darstellung der Verliese in Vektorgrafik und beeindruckte die Rollenspielwelt durch sein durchdachtes Rassen- und Klassensystem, das stark von Dungeons & Dragons beeinflusst war. Der Fokus der Spiele lag auf dem rundenbasierten Kampf in einer Front-Perspektive, welcher zwar nur minimale grafische Vielfalt bot, aber seinerzeit als sehr strategisch galt. Das Spiel und seine Nachfolger wurden auf zahlreiche andere zeitgenössische Computersysteme (ohne große Änderungen) und Konsolen (im Gegensatz zu den verschiedenen Computerversionen oft mit deutlich verbesserter Grafik) portiert.
Der zweite und dritte Teil waren inhaltlich Fortsetzungen des Originalspiels mit neuen Szenarien, aber wenig Änderungen des Spielsystems. Sie setzten den Import der Heldengruppe aus dem jeweiligen Vorgänger voraus, da sich der Schwierigkeitsgrad daran orientierte. Teil 3, Legacy of Llylgamyn, enthielt als eines der frühesten Computerspiele einen Fenstermanager, mit dem Informationsfenster übereinander eingeblendet und in der Größe verändert werden konnten.
Mit dem vierten Teil, Return of Werdna, änderte sich die Erzählperspektive. Der Spieler übernimmt darin die Rolle des Endgegners des ersten Teils und muss sich durch einen Dungeon voller Heldencharaktere zurück an die Erdoberfläche kämpfen. Die Heldencharaktere stammten von Fans, die ihre auf Diskette gespeicherten Heldengruppen an Sir-Tech einsenden konnten und von den Entwicklern ausgewählt wurden. In der Presse und unter Rollenspielern galt es als das schwerste bis dahin erschienene Computer-Rollenspiel. Ebenfalls zum ersten Mal taucht hier das Prinzip der je nach den Handlungen im Spiel unterschiedlichen möglichen Enden auf, welches später ab dem sechsten Teil zu einem charakteristischen Merkmal der Serie wurde. Allerdings verzögerte sich die Entwicklung um mehrere Jahre. Statt wie vorgesehen 1984 kam das Spiel erst 1987 auf den Markt. Zwischenzeitlich hatte Sir-Tech einen Rollenspielentwurf David W. Bradley vertraglich gesichert und ihn mit der Anpassung des Spiels an die Wizardry-Reihe beauftragt. Diese Arbeiten waren bereits 1986 beendet, da The Return of Werdna jedoch bereits als vierter Teil angekündigt worden war, hielt Sir-Tech das Spiel bis 1988 zurück.
Im Teil fünf kehrte Sir-Tech zu den alten Wurzeln zurück, unterzog jedoch das gesamte Spiel einer Generalüberholung in Umfang und Darstellung. Eine grafisch stark verbesserte Version mit höherer Farbpalette ist 1992 auf dem Super Nintendo und PC Engine erschienen.
Der sechste Teil, Bane of the Cosmic Forge, stellt einen weiteren Meilenstein dar: Erstmals kam EGA-Grafik zum Einsatz und der Spannungsbogen um die Cosmic Forge, der von nun an bis zum Ende der Serie das Spiel bestimmen sollte, fand hier seinen Anfang. Das Spiel wurde komplett ins Deutsche übersetzt. Der auch für andere einflussreiche Spiele verantwortliche David W. Bradley übernahm hier erstmals die Rolle des Chefentwicklers.
Im siebenten Teil, Crusaders of the Dark Savant, kam das letzte Mal eine statische, rechteckbasierte Umgebung zum Einsatz, wenn auch dieses Mal in VGA. Zudem erfolgte der Wandel von einem stark Fantasy-inspirierten Spielgefühl hin zu einer Science-Fiction-Geschichte. Das Spiel wurde komplett ins Deutsche übersetzt.
2001 folgte mit Teil acht der vorerst letzte Teil der Ursprungsserie. Eine recht freie 3D-Umgebung und auf große Entfernung sichtbare Gegnergruppen sorgten zusammen mit einer neuen Ausbalancierung des Spielsystems für ein vollkommen neues Spielgefühl. Auch die Kämpfe wurden in die 3D-Welt hinein verlagert, so dass Positionierung und Bewegung zum ersten Mal in der Spielgeschichte relevant wurden. Für Experten gibt es den Iron-Man-Modus, in dem nur beim Beenden des Programmes gespeichert wird. Wenn ein Charakter stirbt, kann er nicht durch das beliebte Neuladen wiederbelebt werden. Die geplante Lokalisation für den deutschen Markt kam aufgrund von Problemen mit dem Publisher nicht zustande, so dass nur eine von Fans übersetzte deutsche Version existiert.
Spielorte sind unter anderem die zerstörte Stadt Arnika, eine verzweigte Welt auf Bäumen, Minen und eine Unterwasser-Welt mit einem See-Monster, welches in Wizardy 7 Brombadeg hieß.
Neben der Hauptserie sind im Laufe der Zeit mehrere Ableger und Lizenzprodukte (hauptsächlich auf Konsolen) erschienen, die von reinen Adventures bis hin zu vollkommen neuen Serien reichen.

## Magiesystem
In den Teilen 1–3 und 5 wurde ein Dungeons-&-Dragons-ähnliches Magiesystem verwendet, man zauberte durch Eingabe von fünfbuchstabigen Spruchnamen wie MILWA für Licht. Ab Teil sechs wurde dieses System durch ein punkt- und stufenbasiertes ersetzt.

## Bisher erschienene Teile

### Originalserie
- 1981: Wizardry: Proving Grounds of the Mad Overlord
- 1982: Wizardry 2: The Knight of Diamonds
- 1983: Wizardry 3: Legacy of Llylgamyn
- 1987: Wizardry 4: The Return of Werdna
- 1988: Wizardry 5: Heart of the Maelstrom
- 1990: Wizardry 6: Bane of the Cosmic Forge
- 1992: Wizardry 7: Crusaders of the Dark Savant, später als Neuauflage Wizardry Gold (für Windows 95, mit Sprachausgabe)
- 2001: Wizardry 8: Destination Dominus
- 2023: Wizardry: Proving Grounds of the Mad Overlord, Remake mit 3D-Grafik für Windows (7, 8, 10, 11)[5][6]

### Ableger und Lizenzprodukte
Diese Ableger erschienen meist in anderen Ländern, hauptsächlich Japan.
- 1982: Wizplus – Editor für die ersten beiden Teile
- 1991: Wizardry Gaiden: Suffering of the Queen (Rollenspiel, Game Boy)
- 1992: Wizardry Gaiden 2: Curse of the Ancient Emperor (Rollenspiel, Game Boy)
- 1993: Wizardry Gaiden 3: Scripture of the Dark (Rollenspiel, Game Boy)
- 1996: Wizardry Gaiden 4: Throb of the Demon's Heart (Rollenspiel, SNES)
- 1996: Nemesis – A Wizardry Adventure (Adventure, PC)
- 2000: Wizardry Empire (Rollenspiel, PlayStation, Game Boy Color)
- 2000: Wizardry Empire 2: Fukkatsu no Tsue (Rollenspiel, Game Boy Color)
- 2000: Wizardry Dimguil (Rollenspiel, PlayStation)
- 2001: Wizardry: Tale of the Forsaken Land (Originaltitel: Busin: Wizardry Alternative, Rollenspiel, PlayStation 2)
- 2001: Wizardry Summoner (Rollenspiel, Game Boy Advance)
- 2003: Wizardry Empire 3 (Rollenspiel, PlayStation 2)
- 2003: Busin 0: Wizardry Alternative Neo (PlayStation 2)
- 2005: Wizardry Xth: Academy of Frontier (PlayStation 2)
- 2005: Wizardry Asterisk: Hiiro no Fuuin (Rollenspiel, Nintendo DS)
- 2005: Wizardry Gaiden: Prisoners of the Battles (PlayStation 2)
- 2005: Wizardry Summoner (PlayStation 2)
- 2006: Wizardry Xth: Unlimited Student (PlayStation 2)
- 2007: Wizardry Empire 3: Haō no Keifu (PlayStation Portable)
- 2009: Wizardry: Inochi no Kusabi (Rollenspiel, Nintendo DS)
- 2009: Wizardry: Wedge of Life (Originaltitel: Wizardry Seimei no Kusabi, Nintendo DS)
- 2009: Wizardry: Labyrinth of Lost Souls (Originaltitel: Wizardry: Torawareshi Tamashii no Meikyū, Rollenspiel, PlayStation 3, 2011 USA & Europa)
- 2010: Wizardry: Bōkyaku no Isan (Nintendo DS)
- 2011: Wizardry: Prisoners of the Lost City (Originaltitel: Wizardry: Torawareshi Bōrei no Machi, PlayStation Network)
- 2012: Wizardry Online (Free2Play-MMO von SOE)

## Rezeption
Das deutsche Printmagazin Happy Computer bezeichnete die Spiele der Wizardry-Reihe 1985 als „Klassiker unter den Rollenspielen“, die den Spieler an den Bildschirm fesselten, obwohl sie „gemein, hinterlistig und heimtückisch“ gestaltet seien. Die zum Rezensionszeitpunkt vier erschienenen Titel bestächen durch Detailreichtum, Humor und raffinierte Labyrinthe.